# كوينسي (كاتب أغاني)
كوينسي (بالإنجليزية: Quincy)‏ هو كاتب أغاني أمريكي، ولد في 4 يونيو 1991 في نيويورك في الولايات المتحدة.

## وصلات خارجية
- كوينسي على موقع IMDb (الإنجليزية)
- كوينسي على موقع قاعدة بيانات الفيلم (الإنجليزية)